# 对习近平的独裁统治争议
有观点认为中共中央总书记习近平以以反腐之名打压异己，破坏邓小平建立的集体领导和干部接班制度，恢复毛泽东时代的终身制，建立个人极权專制统治。还有观点认为他任内推动个人崇拜，限縮國民人权，破坏香港法治，打压少数民族的文化和语言。有人戲稱他是帶領中國倒退的“总加速师”。他被指控大搞言论管控，使中国公民没有言论、游行示威的自由。批評者認為習近平已經事實上終止了鄧小平開啟的改革開放時代，批评「習近平新時代」的中華人民共和國已經成為一個新極權主義國家。

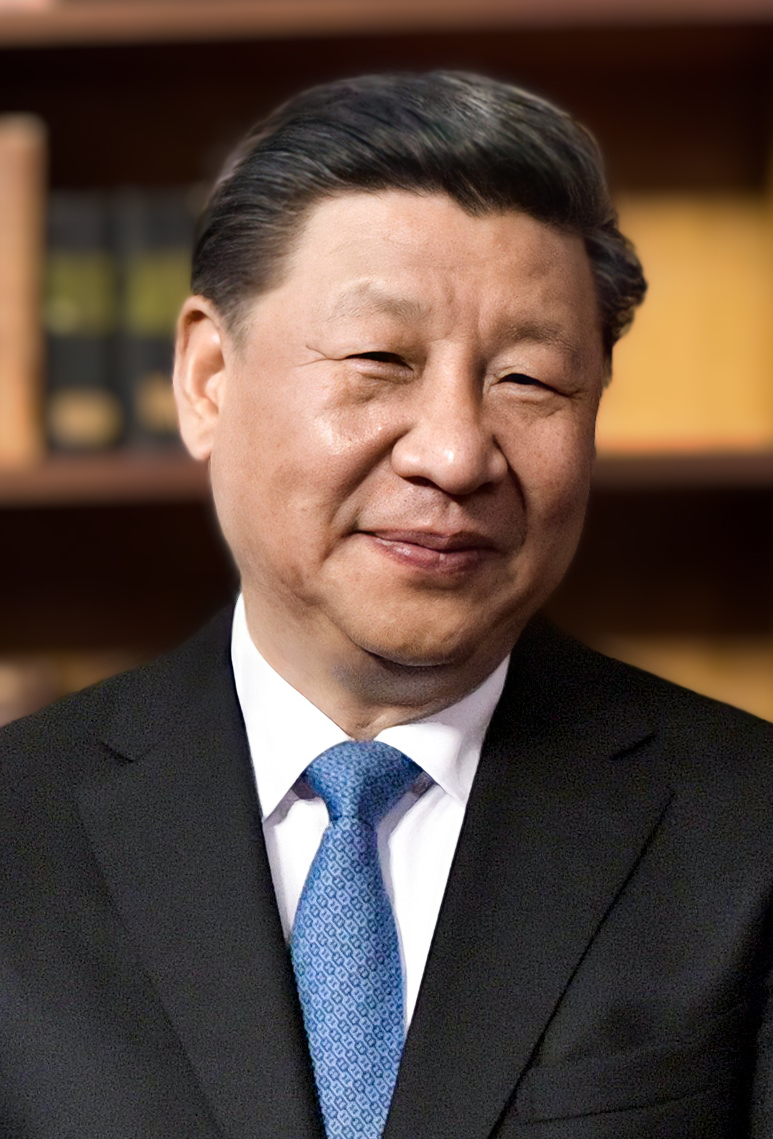
中共中央總書記習近平

## 长期执政
在2022年10月的中共二十届一中全会上，习近平再次当选中共中央总书记，开启改革开放以来首例第三个总书记任期。
2023年3月的十四届全国人大一次会议上，在2018年修宪废除国家主席任期限制的法律背景下，习近平以2952票赞成、0票反对、0票弃权获全票当选中国国家主席，成为自中华人民共和国成立以来第一位任期超过十年，并开启第三个任期的国家主席，任期超越了毛澤東。

## 派系争议
習近平派系，簡稱「習派」，是外媒對中國共產黨內部以習近平為首派系的稱謂，正如以往稱呼江澤民為首的上海幫和胡錦濤為首的團派。 2017年中共十九大以後，習近平派系在中共領導集體中佔據主導地位。
法国世界报社评认为，这种倒退不仅对中国很危险，对世界其他国家也是一种危险。法国塞尔奇-巴黎大学教授张伦分析认为二十大的权力格局颠覆性变化带有政变性质。

## 个人集权争议

### 親自指揮争议
习近平在第一个任期内，除了与前任江泽民和胡锦涛一样担任党政军一把手（中国共产党中央委员会总书记、中华人民共和国主席、中国共产党中央军事委员会主席）外，还擔任军委联指总指、国家安全委员会主席、中央全面深化改革领导小组组长、中央军委深化国防和军队改革领导小组组长、中央网络安全和信息化小组组长、中央外事国家安全工作领导小组组长、中央对台工作领导小组组长，以及中央财经领导小组组长、中央军民融合发展委员会主任等，其头衔数量超越中共历届领导人。有媒體認為，习近平以身兼各種「小組」組長的方式從中國國務院手中奪取領導權。有媒体嘲讽他是“万能主席”、“全面主席”。冠名習近平的各種書籍也紛紛出現。有人认为，“膜蛤文化”顯示中國內部亦有為數不少的批判習近平之聲。

### 選擇性反腐與軍事部屬争议
2016年，习近平推动军队改革，改变了解放军的负责和指挥结构。有观点认为军队最高指挥权被习近平个人掌握。习近平上任后举行过5次重要的阅兵，分别是：纪念中国人民抗日战争暨世界反法西斯战争胜利70周年大会、庆祝中国人民解放军建军90周年阅兵、2018年南海海域海上阅兵、中国人民解放军海军成立70周年海上阅兵、庆祝中华人民共和国成立70周年大会。是继1959年之后，举办阅兵次数最多，规模最大的领导人。莫斯科高等经济学院的中国军事问题专家瓦西里·卡辛说：“习近平把解放军变成了他的政治权力基础。”

### 黨和國家制度的修改争议
2016年中共十八届六中全会后，官方报道开始使用“以习近平同志为核心的党中央”。自由亚洲电台和美国之音等媒体 则认为“习核心”的确立是效仿普京的打破先例，利用中国共产党党章的漏洞，进一步通过不符合惯例的方式修改宪法，以便使连任掌握实权的总书记和军委主席两大要职超过两届。美国中央情报局（CIA）前分析家、现为美国战略暨国际研究中心（CSIS）中国专家强生（Christopher K. Johnson）等众多分析家表示，视习近平将寻求续任总书记为既定安排，布局連任超過十年乃至终身执政合法化。
2017年10月召开的中国共产党第十九次全国代表大会上，习近平与李克强全票当选十九届中央委员，全票通过将“习近平新时代中国特色社会主义思想”写进《中国共产党章程》，成为党的指导思想。十九大後，包括政治局常委、政治局委员，书记处书记、五大机构的所有領導每年要向习近平书面述职。BBC中文网认为习近平在中国共产党的历史地位已经达到毛泽东和邓小平的高度。有全国人大代表以“英明领袖”、“总设计师”称赞习近平。随后召开的中共十九届一中全会上，新当选的中央政治局常委中，没有一位年龄合适的接班人，香港经济日报预料习近平将有极大机会在2022年的中共二十大后连任第三届总书记，仿效俄罗斯的普京和土耳其的埃尔多安，长期掌握权力。
2018年，中国共产党中央委员会提议第十三届全国人民代表大会修改宪法删除国家主席连任不得超过两届的限制。习近平的中共中央总书记和中央军委主席两个掌握实权的职务本身已经没有任期限制，废除国家主席连任限制，意味他可以成为继中国共产党中央委员会主席毛泽东之后的终身领导人。《蘋果日報》認為習近平的做法有如仿效袁世凱「稱帝」。布鲁金斯学会認為修宪诠释了中国领导层推动改革的坚定决心和意志，更有利于经济的发展。
2018年中國共產黨第十九屆中央委員會開始推行深化黨和國家機構改革，3月，《深化党和国家机构改革方案》颁布，大幅調整國務院組織結構及職能，由中共的黨內機構承擔實際職責，进一步加强党对政府的领导，同樣被外界视为習近平削弱李克强及其领导的国务院的权力。

### 海外觀點
2019年11月，BBC中文网发表文章认为“习近平治下的中国有可能走上蘇共前總書記勃列日涅夫的老路”。认为其上台后的做法与勃列日涅夫上台后结束赫魯曉夫开始的改革、背离有自由化色彩的承诺和加强国家集中控制的做法相似。
美中經濟暨安全檢討委員會在2019年11月的報告建議，美國不應該再稱呼中國領導人習近平為「國家主席」（英語：President），避免外界以為其為民選領袖，應該以中國共產黨最高領導人的職銜「總書記」（英語：General Secretary）稱呼他。
壹傳媒、蘋果日報創辦人黎智英在2020年12月的「Live Chat with Jimmy Lai」節目中形容習近平是「人類歷史上最絕對的獨裁者（the most absolute dictator of human history）」，因從沒有人好像他那般有電子科技和監控系統，來監視人民的一舉一動和言論。他又指很多人說習近平好比毛澤東般強大，但是這說法錯誤。習近平比毛澤東更強大，因毛澤東的時代經濟不如現在那麼強大，也還沒有監控人民的科技，故我認為西方應該警惕這強大的「毛澤東二號」（“So I think the West should be alert of this powerful Mao Zedong no.2.”）。
起初對於習近平的改革表態支持的中共中央黨校原教授蔡霞，因批評習近平的言論流出而於2020年被開除黨籍。中共官方理由是她发表有政治问题和损害国家声誉的言论，违反中国共产党的纪律。依据《中国共产党纪律处分条例》将其开除党籍，之后蔡霞移居国外继续批評指责习近平。
傳媒普遍將習近平中後期態度強硬的外交路線稱為戰狼外交，批評其收效甚微，而且不願意溝通恐加大隔閡，外交官員與外事工作多被架空。

### 打压共青团派系争议
2022年10月中共二十大召开期间发生了胡锦涛二十大离场事件，之后1955年出生，当时67岁的李克强和汪洋两位属于团派的原中央政治局常委都没有连任中央委员，不过同样1955年出生，与习近平关系密切的王沪宁、蔡奇、何立峰等皆得以连任，年纪更大的习近平本人、王毅、张又侠也继续连任。同样，当时只有59岁的胡春华在中共二十届一中全会上没有连任中共中央政治局委员，至第十四届全国人大召开后不再担任国务院副总理，仅被安排以中央委员身份出任全国政协副主席。胡春华曾经出任共青团中央第一书记职务，被视为胡锦涛重点培养的隔代接班人选，法国国际广播电台认为从胡锦涛培养的隔代总书记接班人到59岁就被迫退居二线，胡春华和2017年就被中纪委拿下的孙政才都是习近平为了再次连任和提拔亲信的权斗牺牲品。2023年卸任總理僅半年多的李克強突然逝世，也出現習近平與其死因有關的猜測。

### 李克强猝死争议
由于中共中央总书记习近平在当下被指控形成空前的个人独裁体制，借反贪腐运动大量清除异己，例如当年7月和10月时任外交部长秦刚遭解职以及时任国防部长李尚福上任半年多即被解职，加上习近平任内一直打压李克强所属的团派，例如在中共二十大后将当时年仅59岁的胡春华清除出中共中央政治局。同时身為自由派和改革派的李克强不支持习近平终结改革开放的倒退政策且權力被架空，所以有阴谋论观点认为其死因和习近平有关，或者是「被心臟病」死亡。民進黨立委王定宇認為李克強之死是習近平對團派的政治清洗，更將胡錦濤二十大離場事件與李克強驟逝聯想在一起。民運人士王丹在Facebook指出，李克強之死「正常死亡的可信度，小於非正常死亡的可信度」。《日經新聞》前中國分社社長中澤克二稱得到消息：「如果習近平因為意外事件不得不提前退休，那麼李克強就會接替他的位置」；習對李始終沒有放鬆警惕。新华社前广东分社社长、退休记者顾万明在网上发公开信要求调查死亡真相，于2024年11月被上海法院以寻衅滋事罪判处1年徒刑，并被新华社剥夺退休金。

### 打压“红二代”争议
“红二代”泛指中国参加过「革命」的干部的后代，特别是中共元老以及高级领导人的子女，又称太子党或高干子弟，这些“红二代”在中国从政或经商都拥有相当的特权和资源优势，因此大多身居政企要职，如前中共元老薄一波的儿子薄熙来、叶剑英的儿子叶选平，陈云的儿子陈元等，习近平本身也属于这一群体。但有境外媒体称，习近平上台后，大多数“红二代”和“高级干部子弟”被习近平打压和驱逐出权力中心，甚至因贪污腐败等罪名被查处免职追究刑事责任等，包括：
1. 前中共统战部部长令计划的父親令狐野是延安时期的军医干部，与中共元老薄一波相识。
2. 云南前省委书记白恩培的伯父白治民，堂伯祖父白如冰和白栋材是革命时期的高级干部，建国后曾任职省委书记及第一书记[75]。
3. 北京市华远地产董事长任志强之父任泉生是新四军干部，建国后任商业部副部长。
4. 安邦保险集团董事长兼总经理吴小晖是邓小平的外孙女婿。
5. 云南省政法委书记孟苏铁的父親是八路军干部、太行军区、山西军区政治部保卫部副部长、建国后曾任内蒙古公安厅厅长、内蒙古区委常委的孟琦[76]。

在中国共产党第十九次代表大会时多名中共元老或高级干部子女皆丧失代表资格，包括中共前总书记胡耀邦的女婿刘晓江，原中央军委副主席张震的儿子张海阳，中国前国家主席刘少奇的儿子刘源，中国前国家主席李先念的女婿刘亚洲。而到了2018年两会期间，红二代们大规模落选政协委员，包括毛泽东的孙子毛新宇、邓小平女儿邓楠、陈云之子陈元、朱德之孙朱和平、朱德外孙朱成虎。江泽民妹妹江泽慧、李鹏女儿李小琳、朱镕基女儿朱燕来等。对于以上动作，境外媒体多以集权或派系斗争等负面角度来解读。境外媒体认为，中共二十大和中国人大第十四届全国代表大会后，中国红二代已经基本被习近平排除出中国的最高决策层和省部级领导层。

## 個人崇拜争议

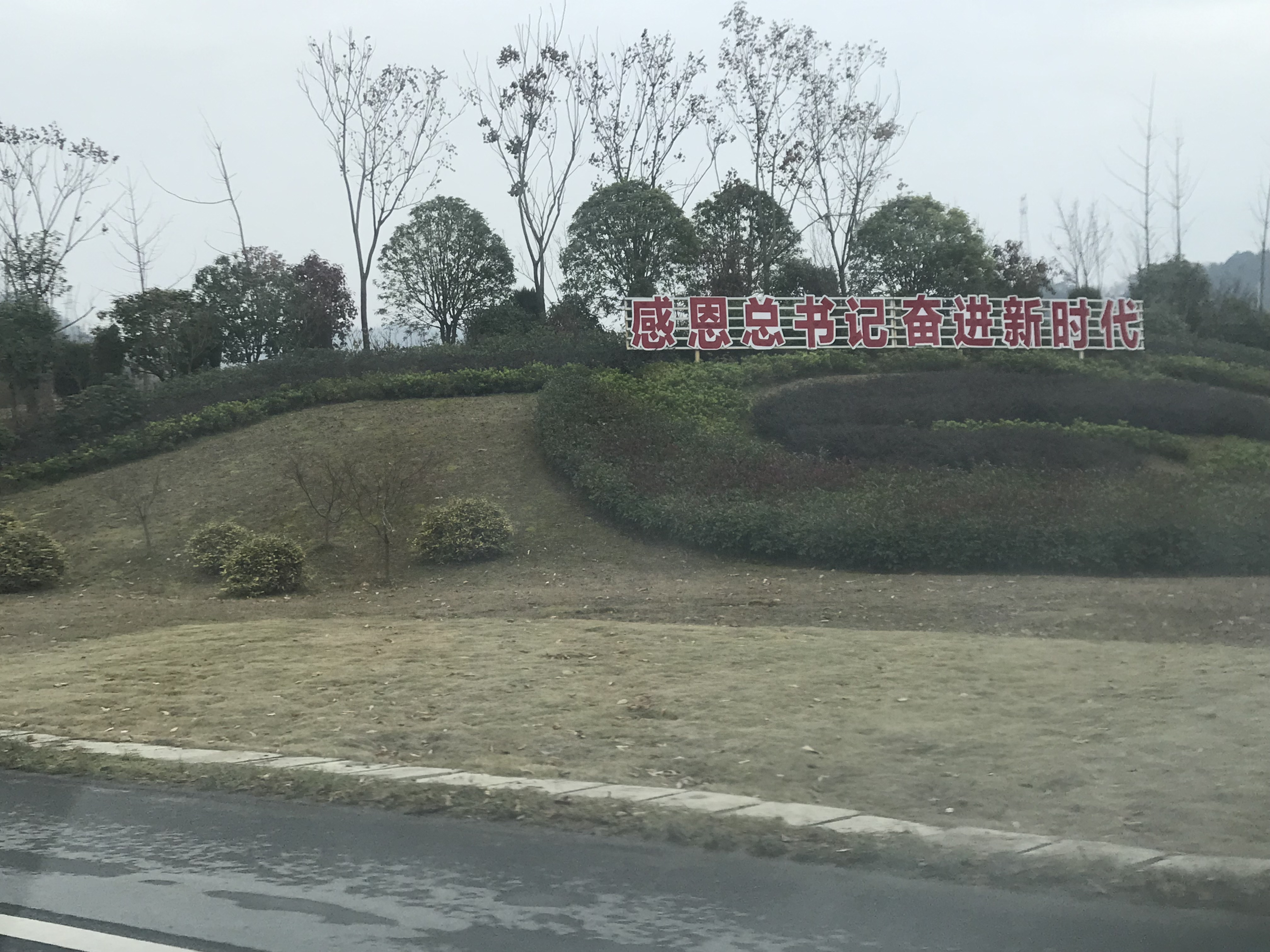
浙江省杭州市淳安县内悬挂由时任县委书记黄海峰所作标语：「感恩总书记 奋进新时代」，以纪念习于十九大后寄给县内下姜村的十九大首日封。

美国之音认为，2012年秋中共十八大习近平上台后借反腐打贪的幌子清除了包括周永康、郭伯雄、徐才厚等在内的政敌，建立起自己的个人权威。中国国内媒体随后铺天盖地为习近平的个人形象宣传，先后有“学习粉丝团”，《领导人是怎样炼成的》，《習近平總書記系列重要講話讀本》，《包子铺》，《习大大爱着彭麻麻》，《东方又红》等出现。特别是“定于一尊”的提法被美国之音认为是中国出现“习近平的个人崇拜”的表现。
2017年8月28日，围绕习近平定制的纪录片《大国外交》在央视首播后，被大量密集播放于各大电视台黃金时段。时任外交部长王毅在《学习时报》发表文章认为习近平外交思想是“对过去300多年西方传统国际关系理论的创新和超越”。
台灣《蘋果日報》认为，2017年中共十九大召开前后，官方对习近平的个人宣传达到文革以来的最高点。香港《東方日報》认为，中共中央政治局委员、中共北京市委书记蔡奇甚至極其誇張地以“最高领袖”、“最高统帅”、“总设计师”称呼习近平，令其地位直逼拥有“四个伟大”的建国领袖毛泽东，被認為有獻媚邀功之嫌。
2016年3月，香港《苹果日报》及澳洲新闻网报道习近平本人对宣传机构的一些做法不满，此后中共中央宣传部下令全国各级媒体在今后的报道中不可再称习近平为“习大大”。而『大大』在習近平的故鄉陝西一帶的方言中意為『父親』。習大大這一稱呼始於習近平2014年9月9日視察北京師範大學之時一貴州教師給其起的稱呼。
2019年10月11日，国家新闻出版署下发《关于开展2019年新闻采编人员岗位培训考试的通知》。全国新闻单位采编人员岗位培训考试内容包括习近平新时代中国特色社会主义思想、马克思主义新闻观、新闻伦理与政策法规、新闻采编业务等。多家媒体认为习近平向个人崇拜再迈出一步。
2020年1月10日，中共中央黨校刊物《學習時報》發表文章，称习近平同时具有“平民情怀和贵族气质”。《北京之春》主編胡平批評称，文章一方面說習近平有「貴族氣質」，一方面又說他是「平民情懷」，極為矛盾。

## 破例连任争议
有观点认为，習近平自2012年出任中共中央总书记成为最高领导人后，假藉差別性的反腐败清除政敌，推行深化党和国家机构改革以集中个人权力，摒弃集体领导制度，要求全体政治局委员向总书记述职，要求「黨媒姓黨」，扼殺中國新聞自由，修改憲法廢除連任限制，打壓民營企業扶植國營企業，導致國進民退，又發起个人崇拜，“两个确立、四个意识、四个自信、两个维护”成为日常的政治口号。哈佛大學博士、史丹佛大學教授許成鋼認為習近平執政後不斷強化中共對社會各方面控制，從改革開放以後的威權體制重返毛澤東時代的極權體制。
2022年10月，中共先后召开十九届七中全会、二十大和二十届一中全会。其中，中共中央总书记与中央军委主席的职务在二十届一中全会上重新进行选举，习近平在这两个最有权力的职务上成功连任。被认为是打破鄧小平時期訂下的「废除干部领导职务终身制」原則，在两届任期届满后再次连任最高领导人，同时他也在2023年第十四届全国人民代表大会上被继续选举为国家主席。有人认为习近平甚至有可能在2027年的中共二十一大继续连任，屆時他將會高齡70多歲，更甚者預計他將仿效毛澤東終身掌權。
2022年10月中共二十大闭幕后公布的第二十届中央委员会委员名单中，李克强和汪洋两位67岁的原中央政治局常委都没有连任。这两位常委被外媒视为属于以前任总书记胡锦涛为首的团派，而非习近平派系。中共二十届一中全会闭幕后公布的新一届中央领导层名单中，曾经担任中国共青团第一书记，年仅59岁的国务院副总理胡春华没有入选新一届中央政治局委员，而二十届中央政治局七位常委，全部都是习近平派系成员。有观点认为，以上的人事安排显示习近平已经将党内高层的团派势力全部消灭，建立起个人极权统治。

### 將胡錦濤带離二十大會場争议
2022年10月22日中共二十大閉幕式中途，工作人員將身為二十大會議主席團常委的中共中央原總書記胡錦濤帶離會場。事發當時各國媒體都已進入會場，事件經廣泛報道後迅速成為國際報道的焦點。

## 损害人权争议

### 内地民运与维权人士
2022年9月6日，国际组织「保护卫士」（Safeguard Defenders）指出，2013年到2021年期間，有56万至86万人遭到形同软禁的「监视居住」，监视居住无须检察院、法院裁定。2013年時有5549起被监视居住案件，2014年時增加至28704件，2020年時增加至40184件。

### 香港
2019年11月14日，习近平在巴西利亚出席金砖国家领导人第十一次会晤时，指香港“持续发生的激进暴力犯罪行为，严重践踏法治和社会秩序，严重破坏香港繁荣稳定，严重挑战‘一国两制’原则底线”，表示“止暴制乱、恢复秩序是香港当前最紧迫的任务”。自由亚洲电台报道称，香港人对这个没有新意的说法不领情，要求在香港「施行普选和保障香港人的自由」。
2020年6月30日，全國人大常委會通過《香港特別行政區維護國家安全法》，多方質疑香港的一國兩制已經變成「一國一制」。《紐約時報》认为，中共總書記習近平透過「港區國安法」挫敗香港的民主運動，對各國的反對毫不在意，顯示他按照自己的獨裁方式重塑香港的決心。
2021年3月，第十三屆全國人大四次會議通過《關於完善香港特別行政區選舉制度的決定》，被认为完全顛覆香港選舉制度，剝奪了反對派的參選權。

## 打压少数民族争议

### 维吾尔集中营争议
受中东极端伊斯兰教派影响的维族恐怖分子制造了昆明火车站暴力袭击事件，造成31人死亡，141人受伤。此后，习近平要求全面开展“反恐怖、反渗透、反分裂”的斗争，使用“专政机关”，“毫不留情”。纽约时报2019年11月16日据收到未经证实的泄露政府内部资料称，中国政府对數十万名维吾尔族和其他少数民族的穆斯林进行了大规模拘禁。
關注新疆維吾爾穆斯林人權的美國共和黨籍參議員里克·斯科特，在致美國參議院外交委員會的一封信中說：「只要習近平總書記繼續堅持這一無法辯護的道路，共產中國絕對不應該獲得舉辦2022年北京冬奧會的獎勵」。英國外交大臣多米尼克·拉布也暗示，英國可能會抵制這次冬奧會。
2021年1月19日，美国国务卿蓬佩奥公开称中国共产党当局对维吾尔人犯下“种族灭绝罪与反人类罪”，蓬佩奥的继任者布林肯同意蓬佩奥的说法。
2022年8月31日，聯合國人權事務高級專員巴切莱特发布《新疆人权报告》，称中国以反击恐怖主义和极端主义为名严重侵犯新疆维吾尔族和穆斯林的人权。报告中称在新疆发现一系列人权受到不当限制的情况，并引用受害者的话证实酷刑和不人道待遇广泛存在，伊玛目阿西姆神庙等圣地被毁，中国政府的行为可能构成国际罪行，特别是反人类罪。

### 干预蒙语授课争议
內蒙古自治區原來的語言教育政策是所謂「一類雙語」，即允許民族學校以蒙古語教授各科目，小學2年級開始另開一科目教普通話，本意是推廣國語以便受教兒童更好融入中國主流社會，也有另開朝鮮語科等少數民族語言授課課程。有观点认为，中国推進漢語教學過程一刀切，簡單粗暴。引發質疑。
有观点认为，习近平在上任中共中央总书记后，加强了中国的民族融合政策。
內蒙古自治區教育廳於2020年8月26日發布小學課程改革，要求以蒙古語授課的小學（民族學校）的語文科自2020年9月1日起改用教育部统编教材、道德与法治科（2016年前稱品德与社会）在2021年秋改用教育部统编教材、以上兩科目取消地方语言教学改以国家通用语言文字（普通話）授課，結果引發大規模抗議活動。